# Ijo

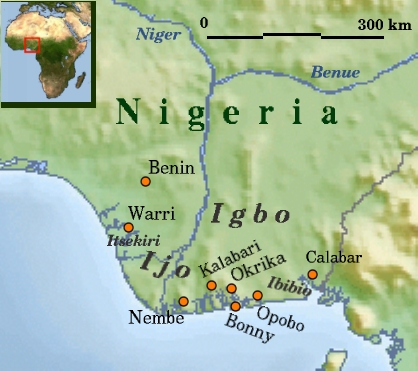
Historische Ijo stadstaten en naburige steden

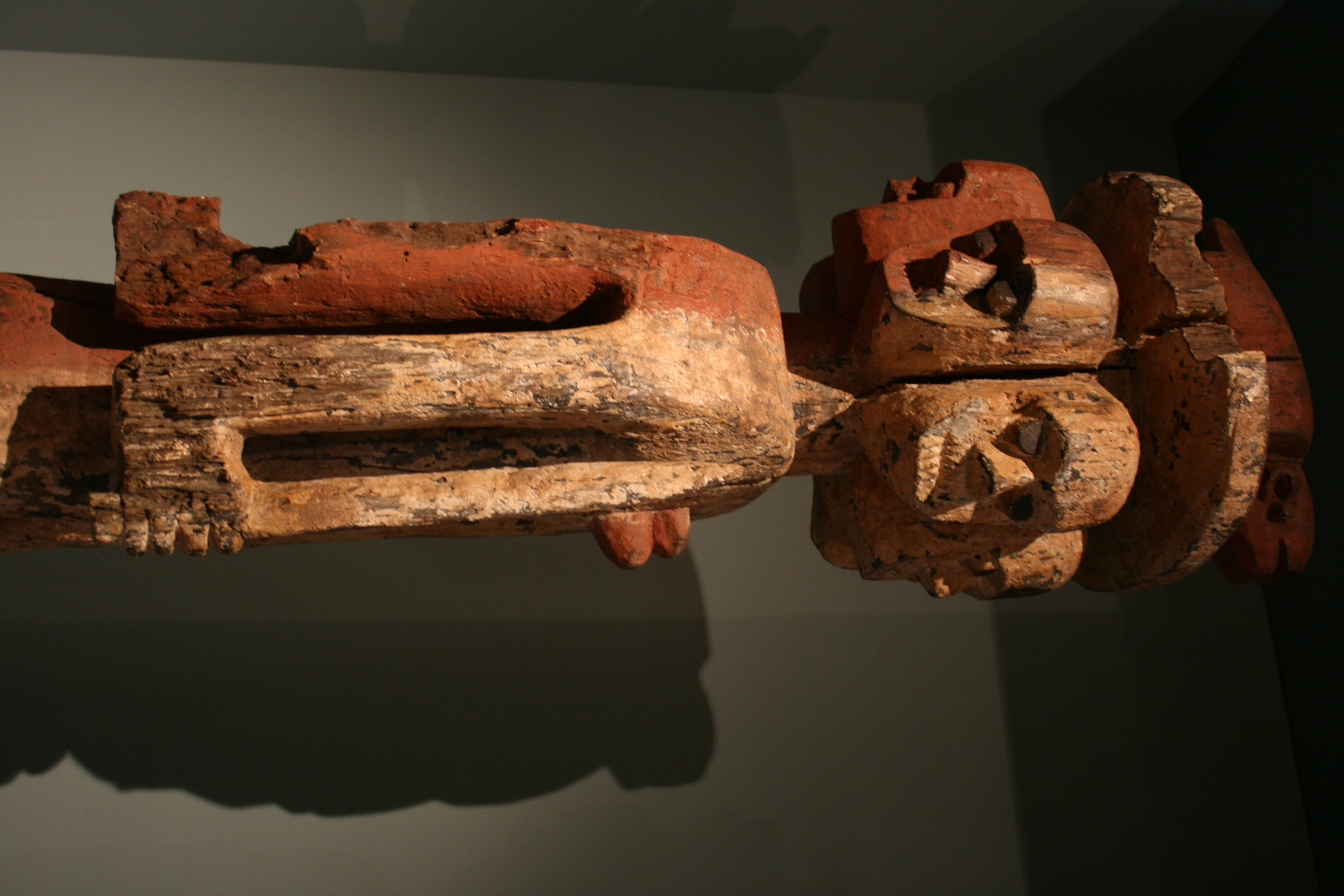
Ijobeeld

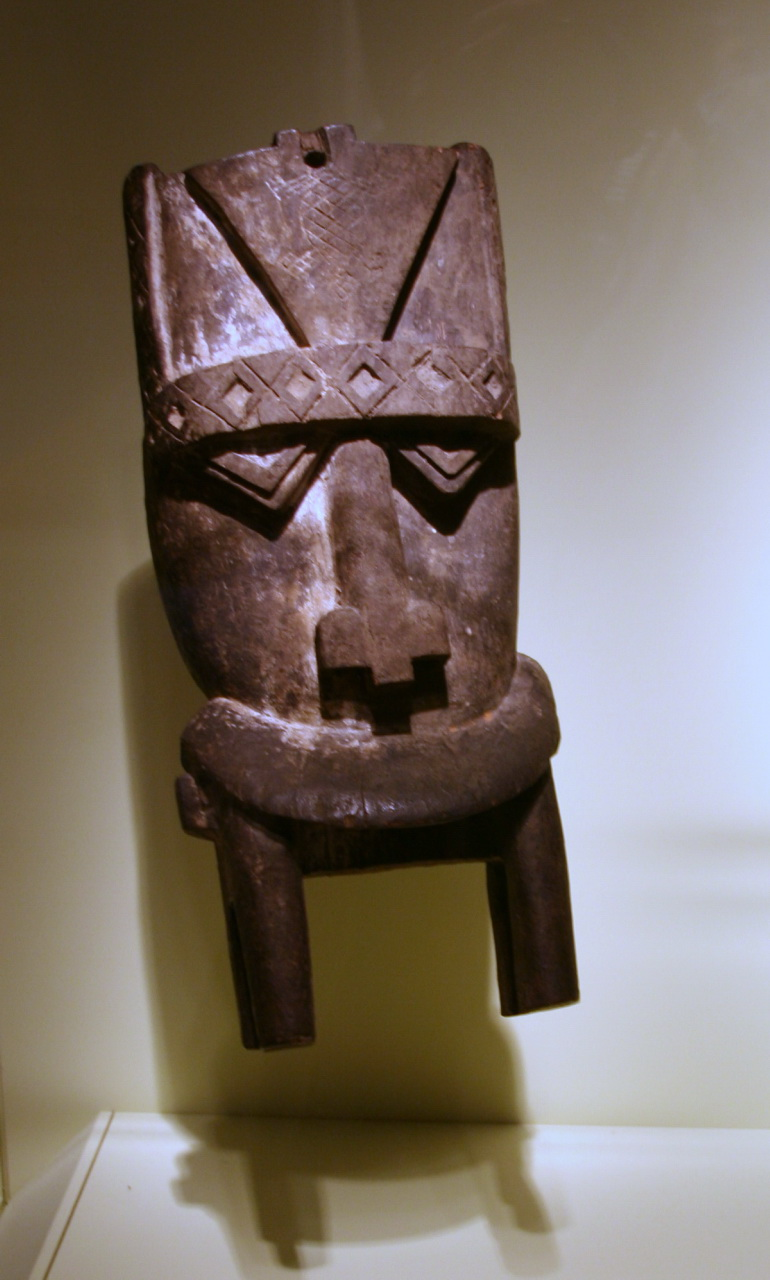
Ijomasker

De Ijo, of ook Ijaw, zijn een volk dat woont in de Nigerdelta in het huidige Nigeria.

## Geschiedenis
De Ijo hebben zich vanaf de 12e eeuw verspreid over de Nigerdelta gevestigd. Zij woonden oorspronkelijk in autonome groepen, waarvan het bestuur lag bij een raad van alle mannen uit het dorp, onder leiding van een oudste. De Ijo leefden van visserij in de zoetwatermoerassen en landbouw. Aan de kust werd overgegaan op zeevisserij en zoutwinning. In de dorpen die aan de kust hier ontstonden, was de band met de clan minder belangrijk. De leiding werd hier toegekend aan competente individuen, of mensen uit een goede familie. Deze leiders noemden zich amanyamabo ofwel stadseigenaar, en waren de voorlopers van latere plaatselijke koningen. De Ijovissers en zoutwinners langs de kust, die zelf geen landbouwers waren, dreven handel met de Igbo in het binnenland, wat de ontwikkeling naar een stedelijke beschaving bespoedigde.
Er zijn meer dan dertig Ijoclans. Taalkundig en historisch zijn er verschillende ontwikkelingen geweest onder de clans ten westen van de rivier de Nun in de delta, en die ten oosten ervan, waar de stadstaten Nembe, Ibani (Bonny), Kalabari, Okrika en Opobo lagen. Het oosten van het gebied is historisch het meest betrokken geweest bij de internationale handel.

## Cultuur
Net als de Yoruba, maakten de Ijo in hun religie geen afbeeldingen van het opperwezen van hun religie, die onze moeder (Wonyinghi) heette. De Ijo kenden een groot aantal denkbeeldige wezens, 'engelen' of 'geesten', met concretere eigenschappen. Deze waren, net als bij de Yoruba, voor hen het communicatiemiddel met het bovennatuurlijke. Mensen waren voor de Ijo echter vóór hun geboorte reeds geesten, genaamd teme, die in het rijk van Wonyinghi verbleven, waar ze weer terugkeerden na de dood.
Belangrijke wezens in deze religie zijn de voorouders, helden en watergeesten.

### Kunst en maskers
De kunst van de Ijo bestaat uit schematische vormen, waarbij de westelijk en centraal wonende Ijo een sterkere abstractie toepassen dan de Ijo die in het oosten wonen.
De maskers worden onder andere gebruikt bij een jaarlijks feest ter gelegenheid van de watergeesten, dat soms in het begin van het jaar gevierd wordt, maar ook wel ten tijde van hoogwater. Met de viering, die meerdere dagen kan duren, worden de watergeesten gunstig gestemd en wordt onheil afgewend. De dansers voelen zich tijdens deze vieringen bezeten door de watergeesten. De maskers voor de watergeesten worden op het voorhoofd gedragen. Ze worden door de kunstenaar gesneden naar aanleiding van visioenen of dromen waarin de watergeesten zijn verschenen.

## Trivia
Een uitgestorven Nederlands Creools uit Berbice, een lokale taal in Guyana, is voor een deel op de taal uit het oostelijk Ijogebied gebaseerd.